# Mymoorapelta
Mymoorapelta é um anquilossauro do Jurássico  do Colorado ocidental.Até agora, só uma espécie única foi denominada para esta taxonomia, M. maysi. Junto com Gargoyleosaurus pankinorum, O Mymoorapelta é um dos primeiros anquilossauros conhecidos, fornecendo uma olhada à primeira evolução e a diversificação deste grupo de dinossauros.